# Val d'Arbia Vin Santo
Il Val d'Arbia Vin Santo è un vino DOC la cui produzione è consentita nella provincia di Siena.

## Caratteristiche organolettiche
- colore: dal paglierino all'ambrato più o meno carico.
- odore: intenso, etereo, caratteristico.
- sapore: da secco al dolce, armonico, morbido con retrogustoamarognolo caratteristico.

## Produzione
Provincia, stagione, volume in ettolitri
- nessun dato disponibile